# Pop (The Bear)
"Pop" es el quinto episodio de la segunda temporada de la comedia dramática televisiva estadounidense The Bear. Es el decimotercer episodio general de la serie y fue escrito por Sofya Levitsky-Weitz y dirigido por la productora ejecutiva Joanna Calo. Fue lanzado en Hulu el 22 de junio de 2023, junto con el resto de la temporada.
La serie sigue a Carmen "Carmy" Berzatto, un galardonado chef de cocina de la ciudad de Nueva York, que regresa a su ciudad natal de Chicago para dirigir la fallida tienda de sándwiches de carne italiana de su difunto hermano Michael. En este episodio, Carmy decide acompañar a Claire a una fiesta, mientras The Bear se somete a más planes de reparación. 
El episodio recibió críticas muy positivas de los críticos, quienes elogiaron la escritura, las actuaciones y el desarrollo de los personajes. 

## Trama
Sydney (Ayo Edebiri) y Tina (Liza Colón-Zayas) continúan desarrollando el menú. Mientras Tina mejora en la escuela culinaria, se preocupa cuando Ebraheim (Edwin Lee Gibson) comienza a faltar a clases. A falta de 6 semanas para abrir, el restaurante continúa enfrentando más problemas, pues los contratistas esperan que otros terminen para poder comenzar a trabajar adecuadamente. 
Cicero (Oliver Platt) visita The Bear y queda horrorizado por su estado de descomposición. A pesar de que ya se ha excedido del presupuesto, Natalie (Abby Elliott) lo convence para que le preste otros 50.000 dólares para las reparaciones y los permisos. Carmy (Jeremy Allen White) sale para enviar por correo una solicitud de licencia de licor en Winnetka, y Claire (Molly Gordon) acepta llevarlo allí. Luego, ella lo convence para que la acompañe a la fiesta de un amigo. Carmy se siente nervioso porque nunca antes había ido a una fiesta, pero termina divirtiéndose con los amigos de Claire. Carmy se disculpa por darle un número de teléfono falso y decide hacer las paces mostrándole el restaurante. 
Llegan a The Bear, donde Richie (Ebon Moss-Bachrach) ha sido regañado por intentar robar electricidad a los vecinos. Después de presentarles a Claire, todos los dejan en paz para que Carmy pueda mostrarles la cocina. Después de que Fak (Matty Matheson) interrumpe su reunión, Carmy lo obliga a irse. Regresa con Claire y comparten su primer beso. 

## Producción

### Desarrollo
En mayo de 2023, Hulu confirmó que el quinto episodio de la temporada se titularía "Pop" y sería escrito por Sofya Levitsky-Weitz y dirigido por la productora ejecutiva Joanna Calo.  Fue el segundo crédito de escritura de Levitsky-Weitz y el quinto crédito de dirección de Calo. 

### Música
El episodio incluyó canciones como "Bastards of Young" de The Replacements, "Total Control" de The Motels, "Anytime" de Neil Finn, "Pretty in Pink" de The Psychedelic Furs, "Tonight, Tonight" de The Smashing Pumpkins, "Before the Next Teardrop Falls" de Freddy Fender, "Here Comes the Night" de Van Morrison, "Strange Currencies" de REM y "Can't Hardly Wait" de The Replacements. 

## Lanzamiento
El episodio, junto con el resto de la temporada, se estrenó el 22 de junio de 2023.

## Reseñas críticas
"Pop" recibió críticas muy positivas de la crítica. Marah Eakin de Vulture le dio al episodio una calificación de 4 estrellas sobre 5 y escribió: "Después de que él se despide, Carmy y Claire finalmente se besan mientras 'Can't Hardly Wait' de The Replacements aumenta. Es un momento perfectamente romántico, y uno The Bear juega con la dulzura y tal vez solo con un toque de sensualidad de “besarse en el cascarón vacío de un restaurante”. Sí, Chef, de hecho".
AJ Daulerio de Decider escribió: "Sydney se presenta a Claire e intenta hablar sobre Chaos Menu con Carmy, pero sale rápidamente cuando está claro que está más interesado en hacer pasar a Claire alrededor del ruinoso peligro de incendio, The Bear. Una vez que todos finalmente se van, Carmy y Claire hacen que todo es oficial".  Arnav Srivastava de The Review Geek le dio al episodio una calificación de 4,5 estrellas sobre 5 y escribió: "Ese elemento de tensión no ha surgido todavía. Pero es una fuente continua de entusiasmo para nosotros cuando lo hace. La temporada 2 ha seguido la fórmula establecida desde la primera temporada con un poco más de tiempo fuera del restaurante".  Karl R De Mesa de Show Snob escribió: "Qué episodio tan raro y reconfortante en una temporada, hasta ahora, de muy alto estrés". 
Rafa Boladeras de MovieWeb nombró el episodio como el noveno mejor de la temporada, escribiendo ""Pop" es un episodio de transición del programa, ya que la mayoría de las historias de la temporada continúan. [...] Este es también el episodio en el que vemos a Carmy y Claire en una cita casi antes del amanecer, mientras empiezan a conocerse mejor, revelan detalles más íntimos sobre ellos mismos e incluso van a una fiesta (algo que el chef nunca antes había hecho)".  Jasmine Blu de TV Fanatic nombró el episodio como el más débil de la temporada y escribió: "La segunda temporada de The Bear no tuvo ningún fallo, pero la entrega menos interesante de la temporada probablemente sea el episodio de mitad de temporada". 